# The Love Bug (película de 1968)
The Love Bug (también conocida como Herbie the Love Bug) es una comedia de aventuras deportivas estadounidense de 1968 dirigida por Robert Stevenson a partir de un guion de Bill Walsh y Don DaGradi, basada en la historia «Car, Boy, Girl» de Gordon Buford. La película es la primera entrega de la serie de películas de Herbie.
La película sigue las aventuras de un Volkswagen Beetle con conciencia llamado Herbie, su conductor, Jim Douglas (Dean Jones), y el interés amoroso de Jim, Carole Bennett (Michele Lee). También cuenta con Buddy Hackett como Tennessee Steinmetz, el amigo sabio y bondadoso de Jim, un personaje que crea «arte» a partir de piezas de automóviles usados. El actor inglés David Tomlinson interpreta al villano Peter Thorndyke, propietario de un concesionario de automóviles y campeón nacional de la SCCA, quien vende a Herbie a Jim y posteriormente se convierte en su rival en las carreras.

## Elenco
- Dean Jones como James «Jim» Douglas, un piloto de carreras.
- Michele Lee como Carole Bennett, una mecánica e interés amoroso de Jim.
- David Tomlinson como Peter Thorndyke, el dueño del taller de autos.
- Buddy Hackett como Tennessee Steinmetz, el amigo y compañero de habitación de Jim.
- Joe Flynn como Havershaw, la mano derecha de Thorndyke.

## Recepción de la crítica
The Love Bug fue la segunda película más taquillera de 1969, recaudando más de 51.2 millones de dólares en la taquilla nacional. Recibió críticas mayormente positivas, obteniendo una calificación del 78% «fresca» de 18 críticos en el sitio web de reseñas Rotten Tomatoes. En Metacritic, la película tiene un puntaje promedio ponderado de 48 sobre 100, basado en 7 críticas, lo que indica «críticas mixtas o promedio».
Vincent Canby de The New York Times criticó la película describiéndola como «un largo y sentimental comercial de Volkswagen... que tiene la forma de una comedia fantástica, muchos efectos no muy especiales y ningún humor real». Variety escribió: «Por la pura inventiva de la situación y el encanto que proyecta una idea así, The Love Bug se clasifica como una de las mejores producciones de la organización Disney».
Charles Champlin de Los Angeles Times la calificó como: «Ágil, activa, brillante, técnicamente impecable, simple, llena de efectos ingeniosos y libre de todo, salvo los más mínimos toques de la desagradable y vieja realidad. Es una película de fórmula, y los problemas que presenta provienen principalmente del hecho de que la fórmula ha tenido ingredientes mucho más fuertes (Fred MacMurray y el flubber, por ejemplo) en el pasado».
The Monthly Film Bulletin declaró que «esta fantasía mecánica tan cautivadora es el mejor trabajo de los estudios Disney en mucho tiempo. La travesura parece haber tenido el efecto de inyectar vida en el estilo habitualmente pedestre de Robert Stevenson, ya que, con la excepción de un episodio empalagoso, el ritmo no decae en ningún momento».

## Legado
Le siguieron cuatro secuelas cinematográficas: Herbie Rides Again, Herbie Goes to Monte Carlo, Herbie Goes Bananas y Herbie: Fully Loaded. Algunas partes de las secuencias de carreras de la película fueron reutilizadas para la secuencia de sueños de Herbie en Herbie Rides Again, en respuesta a la abuela Steinmetz cuando le cuenta a Willoughby Whitfield que Herbie solía ser un famoso auto de carreras.
Una serie de televisión de cinco episodios, titulada Herbie, the Love Bug, se emitió en CBS en Estados Unidos en 1982. Dirigida por Vincent McEveety, la serie actuaba como una continuación de las películas, con Dean Jones retomando su papel como Jim Douglas. En 1997, se estrenó una secuela para televisión que incluyó un cameo de Dean Jones, vinculándola a las películas anteriores. La secuela más reciente, Herbie: Fully Loaded, fue lanzada el 22 de junio de 2005 por Walt Disney Pictures.
En el Disney's All-Star Movies Resort en Walt Disney World, en Orlando, Florida, Herbie ha sido inmortalizado en los edificios «Love Bug» 6 y 7.